# رشوانلو (فاروج)
رشوانلو روستایی در دهستان فاروج بخش مرکزی شهرستان فاروج استان خراسان شمالی ایران است.

## جمعیت
بر پایه سرشماری عمومی نفوس و مسکن در سال ۱۳۹۵ جمعیت این مکان ۵۵۹ نفر (۱۸۷خانوار) بوده‌است.